# 登曼 (內布拉斯加州)
登曼（英語：Denman）是位於美國內布拉斯加州水牛縣的非建制地區。

## 歷史
登曼的郵局於1914年設立，其後於1956年停運。

## 地理
登曼所處的海拔為高於海平面614米（即2015英呎），而該地所採用的時區為UTC-6，即北美中部时区（CST）。同時該地設有夏令時間，為UTC-6調快一小時，即UTC-5（CDT）。